# Depratina
Depratina es un género de foraminífero bentónico de la subfamilia Profusulinellinae, de la familia Profusulinellidae, de la superfamilia Ozawainelloidea, del suborden Fusulinina y del orden Fusulinida. Su especie tipo es Schwagerina prisca. Su rango cronoestratigráfico abarca desde el Bashkiriense hasta el Moscoviense inferior (Carbonífero superior).

## Discusión
Clasificaciones previas hubiesen clasificado Depratina en la subfamilia Fusulinellinae, de la familia Fusulinidae, de la superfamilia Fusulinoidea. Clasificaciones más recientes incluyen Depratinaen la subclase Fusulinana de la clase Fusulinata. Ha sido considerado un sinónimo posterior de Profusulinella.

## Clasificación
Depratina incluye a las siguientes especies:
- Depratina paratimanica †
- Depratina prisca †
- Depratina praeprisca †
- Depratina sphaeroidea †
- Depratina sitteri †